# Sepp Wildgruber
Josef „Sepp” Wildgruber (ur. 1 stycznia 1959 w Oberaudorf) – niemiecki narciarz alpejski reprezentujący RFN. Zajął 7. miejsce w zjeździe na igrzyskach w Sarajewie w 1984 r. co jest jego najlepszym wynikiem olimpijskim. Jego najlepszym wynikiem na mistrzostwach świata było 10. miejsce w zjeździe na mistrzostwach w Crans-Montana. Najlepsze wyniki w Pucharze Świata osiągnął w sezonie 1984/1985, kiedy to zajął 28. miejsce w klasyfikacji generalnej.

## Sukcesy

### Puchar Świata

#### Miejsca w klasyfikacji generalnej
- 1980/1981 – 87.
- 1982/1983 – 71.
- 1983/1984 – 74.
- 1984/1985 – 28.
- 1985/1986 – 53.
- 1986/1987 – 38.
- 1987/1988 – 109.

#### Miejsca na podium
1. Furano – 2 marca 1985 (zjazd) – 2. miejsce
2. Aspen – 9 marca 1985 (zjazd) – 3. miejsce
3. Val Gardena – 14 grudnia 1985 (zjazd) – 3. miejsce